# 双葉町立双葉中学校
双葉町立双葉中学校（ふたばちょうりつふたばちゅうがっこう）は、福島県双葉郡双葉町にある町立中学校。2011年発生の東日本大震災および福島第一原発事故により、いわき市にて授業を行っている。

## 沿革

### 略歴
1947年、学校教育法の施行により、長塚村および新山町の組合立中学校として開校した。1951年、標葉町立標葉中学校、1956年、双葉町立双葉中学校に改称した。2011年の東日本大震災および福島第一原発事故により休校していたが、2014年、避難先のいわき市にて授業を再開した。

### 年表
- 1947年
  - 4月1日 - 長塚村新山町組合立標葉中学校として発足
  - 4月15日 - 新山町立新山小学校にて入学式を行う
- 1948年4月1日 - 廃校となった標葉農学校の校舎・敷地を継承して移転する
- 1951年4月1日 - 新山町と長塚村が合併して標葉町が発足、標葉町立標葉中学校に改称
- 1956年4月1日 - 標葉町から双葉町に改称、双葉町立双葉中学校に改称
- 1975年8月20日 - 自衛隊の協力により新校舎の敷地造成を開始
- 1978年3月6日 - 新校舎に移転
- 2011年3月11日 - 東日本大震災および福島第一原発事故により休校となる
- 2014年4月7日 - いわき市にて授業を再開[4]

## 学校行事
| - 4月 始業式・入学式 - 5月 - 6月 | - 7月 終業式 - 8月 始業式 - 9月 | - 10月 - 11月 - 12月 終業式 | - 1月 始業式 - 2月 - 3月 終業式・卒業式 |

## 通学区域
- 双葉町全域[5]

## 進学前小学校
- 双葉町立双葉北小学校
- 双葉町立双葉南小学校

## 交通
- JR東日本常磐線植田駅より2km

## 所在地
- 双葉町大字新山字東舘1番地[2]
- 福島県いわき市錦町御宝殿56番地[3]